# World Boxing Super Series
Il World Boxing Super Series, spesso abbreviato in WBSS, è un torneo di pugilato organizzato da Comosa AG.
La competizione, istituita nel 2017, prevede la partecipazione di 16 pugili divisi per due classi di peso. I vincitori del torneo riceveranno il Trofeo Muhammad Ali, così chiamato in memoria dell'ex campione mondiale dei pesi massimi Muhammad Ali.
Il torneo è a eliminazione diretta e si protrae per un periodo di un anno. Nella sua formula odierna il World Boxing Super Series inizia a settembre con l'inizio dei quarti di finale (4 incontri), che si disputano nell'arco di circa un mese. Le semifinali si svolgono solitamente entro il giugno successivo, mentre la finale ha luogo nella seconda metà dell'anno.

## Storia
Il World Boxing Super Series è stato lanciato da Comosa AG, una compagnia registrata in Svizzera con i proprietari che da anni operano nel mondo del marketing (Highlight Event & Entertainment), emittente (Modern Times Group) e pugilato (Team Sauerland).

## Formula del torneo
Nel World Boxing Super Series partecipano i migliori pugili al mondo appartenenti alle due classi del peso delle quattro grandi federazioni di pugilato WBA, WBC, IBF e WBO. Nella selezione saranno considerati i pugili che sono sulla lista dei 15 migliori pugili nelle corrispettive categorie di peso. Gli esperti nominati da Comosa decideranno chi potrà partecipare nell'evento.
Sono previste due classi di peso e in ogni classe di peso otto pugili combatteranno in un torneo a eliminazione diretta. Ci saranno quattro quarti di finale, due semifinali ed una finale per ogni classe di peso ed un totale di 16 pugili. Ogni classe di peso vedrà 7 incontri, per un totale di 14 notti di lotta in una stagione.

### Luogo di svolgimento
Le notti di lotta avranno luogo in tutto il mondo, ma soprattutto negli Stati Uniti d'America e in Europa. Sette combattimenti si svolgeranno in Europa e avranno inizio alle 11:00 CET mentre gli altri sette combattimenti che si svolgeranno negli Stati Uniti avranno inizio alle 23:00 EST. Ci sarà un combattimento del World Boxing Super Series per ogni evento più i combattimenti undercard. Solo le arene di prima classe ospiteranno eventi di pugilato Super Series.

### Ritiro di un pugile
Comosa AG ha previsto una riserva di pugili che saranno e resi pubblici prima dell'evento. I pugili di riserva saranno sempre disponibili per l’evento nel caso un pugile si ritirasse per un qualsiasi motivo. Le riserve sono inoltre pugili che non sono stati selezionati a far parte del torneo o che hanno ottenuto dei buoni risultati nei turni precedenti nonostante la sconfitta.

## Albo d'oro
| Stagione | Anno    | Categoria di peso | Limite di peso  | Limite di peso      | Vincitore      | Finalista perdente | Risultato | Data              | Sede della finale                                            | Ranking campione | Ranking campione | Ranking campione |
| Stagione | Anno    | Categoria di peso | in libbre (lbs) | in chilogrammi (kg) | Vincitore      | Finalista perdente | Risultato | Data              | Sede della finale                                            | BoxRec           | TBRB             | The Ring         |
| -------- | ------- | ----------------- | --------------- | ------------------- | -------------- | ------------------ | --------- | ----------------- | ------------------------------------------------------------ | ---------------- | ---------------- | ---------------- |
| I        | 2017–18 | Massimi leggeri   | 200             | 90.7                | Oleksandr Usyk | Murat Gassiev      | UD 12     | 21 luglio 2018    | Olimpijskij, Mosca, Russia                                   | 1                | C                | C                |
| I        | 2017–18 | Supermedi         | 168             | 76.2                | Callum Smith   | George Groves      | KO 7      | 28 settembre 2018 | Stadio Città dello sport Re Abd Allah, Gedda, Arabia Saudita | 1                | 1                | C                |
| II       | 2018–19 | Superleggeri      | 140             | 63.5                | Josh Taylor    | Regis Prograis     | MD 12     | 26 ottobre 2019   | The O2 Arena, Londra, Regno Unito                            | 1                | 1                | C                |
| II       | 2018–19 | Gallo             | 118             | 53.5                | Naoya Inoue    | Nonito Donaire     | UD 12     | 7 novembre 2019   | Super Arena, Saitama, Giappone                               | 1                | 1                | C                |
| II       | 2018–20 | Massimi leggeri   | 200             | 90.7                | Mairis Briedis | Yuniel Dorticos    | MD 12     | 26 settembre 2020 | Plazamedia Broadcasting Center, Monaco di Baviera, Germania  | 1                | C                | C                |